# NGC 5641
NGC 5641 (другие обозначения — UGC 9300, MCG 5-34-55, ZWG 163.63, IRAS14270+2902, PGC 51758) — галактика в созвездии Волопас.
Этот объект входит в число перечисленных в оригинальной редакции «Нового общего каталога».